# スタファ島
スタファ島 （Staffa、スコットランド・ゲール語:Stafa、古ノルド語:stafi-oy）は、スコットランド、インナー・ヘブリディーズ諸島の島。

## 概要
行政上はアーガイル・アンド・ビュートに属する。マル島の10km西方にある。18世紀終わりのジョゼフ・バンクスの来島以来、フィンガルの洞窟及びその手つかずの自然が知られるようになった。1800年以来無人島であり、1986年以降はナショナル・トラスト・フォー・スコットランドが管理している。
先史時代、島はスコットランドから大西洋に向かって張り出した氷床の下にあった。2万年前頃、氷が溶けると海抜が現在より25mほど下がった。14000年前のスタファは現在よりも大きな島で、マル島とつながっていたとされている。海面が上昇してから孤島となり、その火山性の凝灰岩からなる姿を現した。
スタファ島については、近代まで知られていることはわずかである。スイス、チューリヒ湖に面した町Stäfaが、アイオナ島からやってきた聖職者によってスタファ島にちなんで名付けられたことが知られる程度である。ウルヴァ島に所領を持つ氏族（クラン）マッカリー家が島を長く所有し、その後20世紀に入って、複数の所有者の元を転々とした。
本土の町オーバン、マル島、アイオナ島から5月から9月の間ボートで行ける。

## 郵趣
数多くのスタファ島名義の切手が存在することが知られているが、島自体が無人島ということもあり、基本的には収集家による購入を狙った違法切手である。万国郵便連合(UPU)からはイギリスの海外領土における正式な郵政当局と認められておらず、したがって国際的にはこれらの切手は法的に有効な切手として認められず、単なるラベルとして扱われる。また全世界の切手を紹介するスコットカタログやミッヘルカタログにも掲載されていない。